# Älghultasjön
Älghultasjön är en sjö i Eksjö kommun i Småland och ingår i Emåns huvudavrinningsområde. Sjön har en area på 0,284 kvadratkilometer och ligger 225 meter över havet.

## Delavrinningsområde
Älghultasjön ingår i det delavrinningsområde (639446-145354) som SMHI kallar för Utloppet av Hunsnäsen. Medelhöjden är 232 meter över havet och ytan är 25,84 kvadratkilometer. Räknas de 2 delavrinningsområdena uppströms in blir den ackumulerade arean 74 kvadratkilometer. Skiverstadån som avvattnar avrinningsområdet har biflödesordning 3, vilket innebär att vattnet flödar genom totalt 3 vattendrag innan det når havet efter 188 kilometer. Delavrinningsområdet består mestadels av skog (57 %) och jordbruk (16 %). Avrinningsområdet har 1,68 kvadratkilometer vattenytor vilket ger det en sjöprocent på 6,5 %. Bebyggelsen i området täcker en yta av 1,31 kvadratkilometer eller 5 % av avrinningsområdet.